# Николай Източноамерикански и Нюйоркски
Николай (на руски: Николай, на английски: Nicholas) е епископ на Руска православна църква зад граница, източноамерикански и нюйоркски митрополит, първойерарх на Руската православна църква зад граница (РПЦЗ).

## Биография
Роден на 17 декември 1974 година в Трентън, Ню Джърси,  със светското име Николай Александрович Олховски (Николай Александрович Ольховский) в семейство на емигранти от Беларус.
Завършва руското енорийско училище „Свети Александър Невски“ в Лейкууд, Ню Джърси през май 1991 година, а през 1993 година завършва гимназия Хамилтън Уест. През 1998 година завършва Духовната семинария „Света Троица“ в Джорданвил, Ню Йорк, където получава бакалавърска степен по богословие.
На 12 юни 2006 година е ръкоположен за дякон от митрополит Лавър Източноамерикански и Нюйоркски и е назначен в манастира „Света Троица“ в Джорданвил.
През септември 2008 година е назначен за служител на канцеларията на Архиерейския синод на РПЦЗ.
През 2009 и 2010 година взема участие в делегацията, придружаваща Курската икона на Божията майка в Русия и Украйна, като през декември 2010 година, е назначен за неин пазител.
През януари 2011 година е назначен за клирик на синодалната катедрала „Света Богородица Знамение“ в Ню Йорк.
На 18 декември 2011 година  в Знаменския синодален събор в Ню Йорк от епископ Йероним (Шо) според определението на Архиерейския Синод на РПЦЗ, е издигнат в сан протодякон.
На 19 февруари 2014 година с решение на Архиерейския синод на РПЦЗ е избран за манхатънски епископ, викарий на Източноамериканската епархия. На 19 март същата година изборът е одобрен от Светия синод на Руската православна църква.
На 4 април 2014 година в манастира „Света Троица“ в Джорданвил е постриган от архимандрит Лука (Мурианка) в монашество с името Николай в чест на Свети Николай от Япония.
На 27 април, 2 неделя след Великден, пред взора на Курската икона на Божията Майка и в съответствие с решението на Архиерейския събор, йеромонах Николай е възведен в сан архимандрит от архиепископ Марк Берлинско-Германски в катедралния храм „Свети новомъченици и изповедници руски“ в Мюнхен.
На 28-29 юни 2014 година, по време на тържествата в чест на 20-годишнината от прославянето от Руската задгранична църква на святи Йоан Шанхайски и Санфранциски, е хиротонисан за епископ в катедралата „Радост на всички скърбящи“ в Сан Франциско, Калифорния.
На 17 май 2022 гожина, след упокоението на митрополит Иларион, с указ на Архиерейския събор, епископ Николай е назначен за предстоятел на Източноамериканска епархия.
На 13 септември 2022 годана Архиерейският събор на Руската православна задгранична църква избира епископ Николай за първойерарх на тази църква. На 14 септември 2022 година Светият синод на Руската православна църква одобри решението на събора на епископите на РПЦЗ за избора на епископ Николай за първойерарх на РПЦЗ и източноамерикански и нюйоркски митрополит. На 17 септември, след края на Всенощното бдение в Знаменския събор в Ню Йорк, митрополит Марк Берлински и Германски и архиепископ Кирил Санфранциски и Западноамерикански му поднасят синя матния и бяла качулка и той е издигнат в сан митрополит.